# Corononcodes coronatus
Corononcodes coronatus är en tvåvingeart som beskrevs av Speiser 1920. Corononcodes coronatus ingår i släktet Corononcodes och familjen kulflugor. Inga underarter finns listade i Catalogue of Life.